# Hormoschista orba
Hormoschista orba är en fjärilsart som beskrevs av Augustus Radcliffe Grote 1877. Hormoschista orba ingår i släktet Hormoschista och familjen nattflyn. Inga underarter finns listade i Catalogue of Life.